# The Nation of Ulysses
I The Nation of Ulysses sono un gruppo post-hardcore statunitense originaria di Washington D.C. come molte altre band hardcore, post hardcore ed emo. Il gruppo nasce nel 1988 ispirato dalla scena della prima ondata emo e da band come Rites of Spring, Embrace e post hardcore come i Fugazi il cui chitarrista Ian MacKaye pubblicherà tutti i principali lavori della band con la sua etichetta Dischord Records.

La band si scioglie nel 1992 a causa del mancato tentativo di completare il proprio terzo album studio, che verrà pubblicato dopo molti anni dallo scioglimento. Alcuni componenti della band formarono altre band come i Cupid Car Club ed i The Make-Up.
I The Nation of Ulysses hanno raggiunto una discreta notorietà per le loro idee politiche, per le loro intense esibizioni dal vivo e per la loro particolare interpretazione del movimento punk sia sotto l'aspetto culturale che "estetico". La band ha pubblicato complessivamente 5 album, tra cui due EP, tutti con la Dischord Recordsm oltre a numerose partecipazioni in diverse raccolte.

## Storia
La band nata come detto nel 1988, era inizialmente composta da quattro membri: Ian Svenonius, voce e tromba, Steve Kroner, chitarra, Steve Gamboa, basso e James Canty, batteria. Il primo nome fu semplicemente "Ulysses". Alla fine del 1989, Tim Green entrò nel gruppo come secondo chitarrista e determinò il cambio del nome a "Nation of Ulysses".
Nel 1991, prima della pubblicazione del loro primo album, in una lunga intervista, Ian Svenonius rivelò le radici e le influenze musicali e politiche della band..
Poco dopo venne pubblicato il primo album studio, 13-Point Program to Destroy America, seguito un anno dopo da Plays Pretty for Baby, entrambi come detto pubblicati dalla Dischord Records. Durante le registrazioni del terzo lavoro, Steve Kroner lasciò la band. I quattro componenti rimasti continuarono le registrazioni ma dopo poco anch'essi decisero di lasciarsi. In una intervista successiva, Svenonius spiegò le ragioni dello scioglimento, motivando sulla base delle evoluzioni musicali apportate dai Nirvana e dalla nascita del grunge - indie rock, che portarono alla formazione dei The Make-Up.
Nonostante la breve vita, i Nation of Ulysses hanno avuto una discreta influenza musicale per altre band come Refused, Sunny Day Real Estate, The Hives e Thunderbirds Are Now!.

## Formazione
- Ian Svenonius - voce, tromba
- Steve Kroner - chitarra
- Tim Green - chitarra
- Steve Gamboa - basso
- James Canty - batteria

## Discografia

### Album in studio
- 1991 - 13-Point Program to Destroy America
- 1992 - Plays Pretty for Baby
- 2000 - The Embassy Tapes

### EP
- 1991 - Nation of Ulysses
- 1992 - The Birth of the Ulysses Aesthetic (The Synthesis of Speed and Transformation)